# Alchémille molle
Alchemilla mollis
Espèce
L'Alchémille molle (Alchemilla mollis) est une espèce de plantes de la famille des Rosacées.